# Förstakammarvalet i Sverige 1920
Förstakammarvalet i Sverige 1920 var ett val i Sverige till Sveriges riksdags första kammare. Valet hölls i den sjätte valkretsgruppens valkretsar i september månad 1920. Ledamöterna till första kammaren utsågs av 267 valmän (208 landstingsmän och 59 stadsfullmäktige) från landstingen och stadsfullmäktige i landet.
Septembervalet 1920 hölls i 5 valkretsar tillhörande den sjätte valkretsgruppen: Norrköpings stads valkrets, Kristianstads läns valkrets, Älvsborgs läns valkrets, Kopparbergs läns valkrets och Norrbottens läns valkrets.
Val till den sjätte valkretsgruppen hade senast ägt rum sommaren 1919 (icke-ordinarie) och före det 1914 (ordinarie).

## Valresultat
| Parti                | Parti                                     | Partiledare              | Röster | Röster | Mandatfördelning | Mandatfördelning |
| Parti                | Parti                                     | Partiledare              | Antal  | +−     | Antal            | +−               |
| -------------------- | ----------------------------------------- | ------------------------ | ------ | ------ | ---------------- | ---------------- |
|                      | Frisinnade landsföreningen                | Raoul Hamilton           | 62     | 0      | 8                | ▼1               |
|                      | Sveriges socialdemokratiska arbetareparti | Hjalmar Branting         | 75     | ▼1     | 6                | 0                |
|                      | Allmänna valmansförbundet                 | Arvid Lindman            | 67     | 0      | 6                | ▼1               |
|                      | Sveriges socialdemokratiska vänsterparti  | Zeth Höglund             | 23     | 0      | 3                | ▲1               |
|                      | Bondeförbundet                            | Erik Eriksson i Spraxkya | 24     | 0      | 2                | 0                |
|                      | Jordbrukarnas riksförbund                 | Okänt                    | 4      | 0      | 1                | ▲1               |
|                      | Övriga                                    | —                        | 1      | ▬      | -                | -                |
| Antal giltiga röster | Antal giltiga röster                      | Antal giltiga röster     | 267    | -1     | 26               | 0                |

- 12 av de röstande tillhörde demokratiska medborgarförbundet i Norrköpings stad: elva av dessa röstade på högern och en på den Fria gruppen.
- 1 av de invalda högermännen betecknade sig som en vilde i riksdagen.

### Invalda riksdagsmän
Kopparbergs läns valkrets:
- Erik Dalberg, s
- Olof Lind, s vgr
- Ernst Lyberg, lib s
- Åhlmans Olof Olsson, bf
- Anders Pers, lib s
- Alfred Petrén, s

Kristianstads läns valkrets:
- Nils Sigfrid, lib s
- Ragnar Barnekow, lib s
- August Bruhn, lib s
- William Linder, s
- Gustaf Nilsson i Kristianstad, s
- Johan Nilsson i Skottlandshus, n

Norrbottens läns valkrets:
- Olof Bergqvist, n
- Paul Hellström, lib s
- Johan Johanson i Tväråselet, jfg
- Fredrik Ström, s vgr
- Carl Winberg, s vgr

Norrköpings stads valkrets:
- Carl Swartz, n

Älvsborgs läns valkrets:
- Edvard Björnsson, s
- Hugo Hamilton, vilde (invald på ett högermandat)
- Knut Aron Heyman, n
- Johan Johansson i Friggeråker, bf
- Olaus Pettersson, lib s
- Karl Sandegård, s
- Axel von Sneidern, lib s
- Axel Vennersten, n